# Tetraphlebia germainii
Tetraphlebia germainii är en fjärilsart som beskrevs av Felder 1867. Tetraphlebia germainii ingår i släktet Tetraphlebia och familjen praktfjärilar. Inga underarter finns listade i Catalogue of Life.